# Noãn
Tế bào trứng hay noãn là giao tử cái do tế bào sinh dục giới cái tạo tạo ra. Cả động vật và thực vật có phôi đều có noãn.

## Sản sinh noãn
Ở động vật bậc cao, noãn được sinh ra từ buồng trứng và tất cả chúng đều tồn tại từ lúc sinh ở động vật có vú và phát triển qua quá trình sinh trứng.

### Noãn người và noãn thú

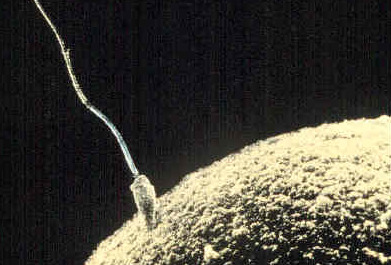
Tinh trùng đang xâm nhập vào noãn

Quá trình thụ tinh của noãn (trên xuống)

Ở các động vật sinh con (gồm con người và tất cả các loài thú có nhau khác), noãn được thụ tinh bên trong cơ thể con cái và sau đó phôi thai phát triển bên trong tử cung, tiếp nhận chất dinh dưỡng trực tiếp từ cơ thể mẹ.
Noãn người phát triển từ các tế bào hợp tử gốc được bao bọc trong buồng trứng. Mỗi tế bào phân chia thành nhiều lần để tạo ra nhiều tế bào nhỏ hơn được gọi là noãn nguyên bào. Các noãn nguyên bào sau đó phát triển thông qua quá trình giảm phân để tạo thành noãn, tế bào trứng nguyên thủy, và thể cực.
Noãn là một trong những tế bào lớn nhất trong cơ thể người, đặc biệt có thể nhìn thấy bằng mắt thường mà không cần trợ giúp của kính hiển vi hay các thiết bị phóng đại khác. Noãn người có đường kính khoảng 0,12 mm.

## Noãn của sinh vật nguyên sinh và thực vật
Ở sinh vật nguyên sinh, nấm và nhiều loài thực vật, chẳng hạn như rêu, dương xỉ, và thực vật hạt trần, noãn được sản xuất bên trong noãn cơ. Vì noãn cơ là một cấu trúc đơn bội, các tế bào noãn được sản xuất thông qua phân bào. Các noãn cơ của rêu điển hình bao gồm một cái cổ dài với một đế rộng hơn chứa các tế bào trứng. Khi trưởng thành, cổ mở ra để cho phép các giao tử đực bơi vào các noãn cơ và thụ tinh cho trứng. Các hợp tử được tạo thành sau đó phát triển thành phôi, và sẽ phát triển ra khỏi các noãn cơ thành một thể bào tử non.
Ở thực vật có hoa, thể giao tử cái, thường sinh ra trong các noãn cơ, đã được giảm xuống chỉ còn tám tế bào được gọi là túi phôi bên trong noãn. Các tế bào giao tử gần nhất với lỗ noãn phá vỡ túi phôi để phát triển thành các tế bào trứng. Sau khi thụ phấn, ống phấn (vòi nhụy) dẫn giao tử đực vào túi phôi và một giao tử đực sẽ kết hợp với một giao tử cái. Kết quả hợp tử phát triển thành một phôi bên trong noãn. Noãn lần lượt phát triển thành một hạt giống và trong nhiều trường hợp noãn cây phát triển thành trái để tạo thuận lợi cho sự phát tán của các hạt giống. Sau khi nảy mầm, phôi phát triển thành cây non.